# Spoorlijn Pronsfeld - Neuerburg
De spoorlijn Pronsfeld - Neuerburg (Duits: Bahnstrecke Pronsfeld - Neuerburg), ook wel Enztalbahn, was een Duitse spoorlijn en als lijn 3102 onder beheer van DB Netze.

## Geschiedenis
De spoorlijn werd door de Preußische Staatseisenbahnen geopend op 6 juli 1907. In 1989 werd het vervoer op de lijn opgeheven en aansluitend werden de sporen opgebroken. Thans ligt op het tracé een fietspad.

## Aansluitingen
In de volgende plaats was er een aansluiting op de volgende spoorlijnen:
Pronsfeld
DB 3100, spoorlijn tussen Gerolstein en Pronsfeld
DB 3101, spoorlijn tussen Pronsfeld en Lommersweiler
DB 3103, spoorlijn tussen Pronsfeld en Waxweiler